# Modem
Modem er en sammentrækning af modulation og demodulation.
Et stykke computerudstyr, som omsætter computerens digitale oplysninger til lyd (modulation) og omvendt. Når oplysningerne er på lydform, kan de sendes over det almindelige telefonnet. På den måde kan man koble en computer til internettet ved hjælp af de almindelige telefonkabler. Betegnelsen anvendes også om ADSL-udstyr (bredbånd), som kan være med en indbygget router, men dette er ikke en selvfølge. Det er en udbredt misforståelse at det kun er på dialupforbindelser at betegnelsen er modem.